# Tectaria dressleri
Tectaria dressleri là một loài thực vật có mạch trong họ Dryopteridaceae. Loài này được A. Rojas mô tả khoa học đầu tiên năm 2006.